# Caradrina castrensis
Caradrina castrensis là một loài bướm đêm trong họ Noctuidae.